# 卫倩妮
卫倩妮（1996年7月28日—），中国女歌手、舞者，出生于湖北黄石。为前1931女团成员。

## 经历
卫倩妮出生于湖北省黄石市，2013年考入武汉音乐学院舞蹈系。
2014年，加入欢聚传媒旗下1931组合，为一期生、team one成员。。2016年4月，参加《最强女团》全国海选。
2018年，参加香蕉娱乐Trainee18练习生总选，并成功入选二期练习生。。
2019年，参加《明日之子水晶时代》，演唱原创歌曲《失心的人》。被华晨宇评价没有表达情感而遗憾淘汰。
2020年，参加《创造营2020》。

## 音乐作品

### 创造营2020时期
| 发行时间 | 歌曲名称（歌曲说明）                                          | 原唱者                       |
| 2020     | 《姐妹們的聚會》（初舞台）                                    | 范晓萱(feat.小S、大S、阿雅） |
| 2020     | 《大碗寬麵》 （第一次公演，与陳珂、孫露鷺、屠芷瑩等选手参演） | 吴亦凡                       |
| 2020     | 《你最最最重要》（主题曲）                                    | 创造营2020练习生             |

## 外部連結
- 卫倩妮的新浪微博